# Serhij Berďajev
Sergej Aleksandrovič Berďajev (rusky Сергей Александрович Бердяев; 1860-1914) byl ukrajinský a ruský básník, spisovatel, novinář, překladatel. Starší bratr ruského filosofa Nikolaje Berďajeva.

## Život
Narodil se roku 1860 v Kyjevě. Studoval medicínu v Kyjevě a Petrohradě. Psal rusky a ukrajinsky, přispíval do ruských a ukrajinských periodik.

## Dílo

### Básně
Vnoči (V noci), Mojim synam (Mým synům), Do Ukrajiny (Ukrajině), ve kterých jsou vyjádřené sympatie Ukrajině a její kulturním snahám. Dílo je přetížené abstraktní patetikou.

### Povídky
Narečenyj (Ženich)

### Překlady
- z ukrajinštiny do němčiny a ruštiny: Ivan Franko, Mykola Voronyj
- z ruštiny a němčiny do ukrajinštiny: I.Surikov, F.Freiligrat

### Publicistika
Statě o tvorbě Ivana Karpenka-Karého, Mykoly Lysenka, Maurice Maeterlincka aj.

## Nikolaj Berďajevo svém bratrovi
„Bratr byl výjimečně obdařeným člověkem, ačkoliv v jiném směru než já, moc hodný, ale duševně nemocný a nešťastný, nedokázal své životní nadání realizovat...“ (N. Berďajev: Samopoznanije – opyt filosofičěskoj biografii)